# Формула 1 — сезона 1993
44. сезона Формуле 1 је одржана 1993. године од 14. марта до 7. новембра. Вожено је 16 трка. Ален Прост је освојио свој четврти наслов првака света у Вилијамсу, који је освојио конструкторски наслов.
Почетак сезоне је обележило масовно мењање возачких постава, посебно у тимовима на врху. Само је 7 возача остало у истом тиму у коме су завршили претходну сезону. Шумахер, Сена, Алези, Херберт, Чезарис, Сузуки и Фитипалди.